# Rødvigvej (Store Heddinge)
Rødvigvej  er en tosporet omfartsvej der går vest om Store Heddinge på Stevns. 
Vejen er en del af sekundærrute 261 der går fra Køge til Rødvig. Den er med til at lede trafikken uden om Store Heddinge, så byen ikke bliver belastet af så meget gennemkørende trafik.
Vejen forbinder Bjælkerupvej i nord med Rødvigvej i syd. 